# Prague sinfonietta
Prague sinfonietta is een compositie van Leonardo Balada.
Hij schreef het werk op verzoek van een muziekfestival in Torroella de Montgrí, Noord-Spanje. De binding met Praag ligt daarbij niet voor de hand. Balada heeft het werk ook niet direct naar aanleiding van een bezoek aan die stad of iets dergelijks geschreven. Tijdens het muziekfestival zou de première van Balada’s werk echter gespeeld worden door het Tsjechisch Sinfonietta onder leiding van Charles Olivieri-Munroe. Zo kwam Balada uit bij de Praagse symfonie van Wolfgang Amadeus Mozart. Balada heeft binnen zijn eigen stijl veel werken gecomponeerd, waarin klassieke werken worden getransformeerd naar een andere muziekstijl zoals hedendaagse muziek. In dit geval transformeerde hij motieven uit Mozarts symfonie naar een sardana, een Catalaanse volksdans. Daarbij linkte hij ook de componist Vincenç Bou uit Torroella de Montgrí en componist van een aantal sardanas aan zijn compositie.
Het sinfonietta zat verpakt in het volgende programma:
- Balada: Prague sinfonietta
- Bedřich Smetana: Moldau
- Ludwig van Beethoven: Tripelconcerto

Balad orkestreerde zijn Praagse sinfonietta voor:
- 2 dwarsfluiten, 2 hobo’s, 2 klarinetten, 2 fagotten
- 2 hoorn, 2 trompetten
- klavecimbel
- violen, altviolen, celli, contrabassen